# Johan Cronje
Johan Tobias Cronje (Bloemfontein, 13 aprile 1982) è un mezzofondista sudafricano.

## Palmarès
| Anno | Manifestazione          | Sede        | Evento       | Risultato  | Prestazione | Note |
| ---- | ----------------------- | ----------- | ------------ | ---------- | ----------- | ---- |
| 1999 | Mondiali allievi        | Bydgoszcz   | 1500 m piani | 5º         | 3'46"45     |      |
| 2000 | Mondiali juniores       | Santiago    | 1500 m piani | 5º         | 3'42"52     |      |
| 2002 | Universiadi             | Pechino     | 1500 m piani | 6º         | 3'45"32     |      |
| 2002 | Universiadi             | Pechino     | 4x400m       | 5º         | 3'05"23     |      |
| 2004 | Campionati africani     | Brazzaville | 1500 m piani | 5º         | 3'41"83     |      |
| 2004 | Giochi olimpici         | Atene       | 1500 m piani | Semifinale | 3'44"41     |      |
| 2005 | Mondiali                | Helsinki    | 1500 m piani | Semifinale | 3'42"77     |      |
| 2005 | Universiadi             | Smirne      | 1500 m piani | 4º         | 3'52"16     |      |
| 2006 | Campionati africani     | Bambous     | 1500 m piani | 6º         | 3'48"08     |      |
| 2007 | Giochi panafricani      | Algeri      | 1500 m piani | Batteria   | 3'46"67     |      |
| 2009 | Mondiali                | Berlino     | 1500 m piani | Batteria   | 3'46"45     |      |
| 2010 | Campionati africani     | Nairobi     | 1500 m piani | 9º         | 3'40"25     |      |
| 2012 | Campionati africani     | Porto Novo  | 1500 m piani | 5º         | 3'38"27     |      |
| 2013 | Mondiali                | Mosca       | 1500 m piani | Bronzo     | 3'36"83     |      |
| 2014 | Giochi del Commonwealth | Glasgow     | 1500 m piani | 4º         | 3'39"65     |      |
| 2014 | Campionati africani     | Marrakech   | 1500 m piani | 7º         | 3'44"40     |      |
| 2015 | Mondiali                | Pechino     | 1500 m piani | Semifinale | 3'36"59     |      |
| 2016 | Campionati africani     | Durban      | 1500 m piani | 9º         | 3'45"26     |      |